# رونالدو كيمبل
رونالدو كيمبل هو لاعب كرة قدم سورينامي، ولد في 24 يوليو 1997 في Nieuw Nickerie ‏ في سورينام.